# Hrušky (Břeclavi járás)
Hrušky település Csehországban, Břeclavi járásban. Hrušky Týnec, Prušánky, Břeclav, Moravská Nová Ves, Moravský Žižkov és Tvrdonice településekkel határos. Lakosainak száma 1670 fő (2024. január 1.).

## Népesség
A település lakosságának változását az alábbi diagram mutatja:
| Lakosok száma | 1010 | 1358 | 1623 | 1855 | 1580 | 1414 | 1566 | 1608 | 1633 | 1670 |
|               | 1869 | 1890 | 1921 | 1950 | 1980 | 2001 | 2017 | 2019 | 2022 | 2024 |